# Dvärgvial
Dvärgvial (Lathyrus inconspicuus) är en ärtväxtart som beskrevs av Carl von Linné. Enligt Catalogue of Life ingår Dvärgvial i släktet vialer och familjen ärtväxter, men enligt Dyntaxa är tillhörigheten istället släktet vialer och familjen ärtväxter. Arten förekommer tillfälligt i Sverige, men reproducerar sig inte. Inga underarter finns listade i Catalogue of Life.